# Kaichi Naruse
Kaichi Naruse (jap. 成瀬 開地 Naruse Kaichi; * 11. Mai 1988 in Hakuba, Präfektur Nagano) ist ein japanischer Skilangläufer.

## Werdegang
Naruse startete im Dezember 2005 in Otoineppu erstmals im Far-East-Cup und belegte dabei den 57. Platz über 7,5 km Freistil und den 54. Rang über 7,5 km klassisch. Zu Beginn der Saison 2014/15 erreichte er in Pyeongchang mit dem dritten Platz über 10 km klassisch seine erste Podestplatzierung im Far East Cup. Im weiteren Saisonverlauf errang er in Sapporo den dritten Platz über 10 km Freistil und holte in Pyeongchang über 15 km Freistil und über 10 km klassisch seine ersten Siege im Far East Cup. Zum Saisonende gewann er damit die Gesamtwertung. Im Skilanglauf-Weltcup debütierte er im Dezember 2015 in Lillehammer und errang dabei den 62. Platz im Skiathlon. In der Saison 2016/17 kam er auf den achten Platz in der Gesamtwertung des Far East Cups. Dabei belegte er in Pyeongchang den dritten Platz über 15 km Freistil. Seine ersten Weltcuppunkte holte er im Februar 2017 in Pyeongchang mit dem 17. Rang im Skiathlon. Im März 2018 wurde er in Sapporo japanischer Meister über 10 km Freistil und im Skiathlon. In der Saison 2018/19 errang er mit zwei dritten und drei zweiten Plätzen, den vierten Platz in der Gesamtwertung des Far-East-Cups. Bei den Weltmeisterschaften 2019 in Seefeld in Tirol lief er auf den 56. Platz im Skiathlon, auf den 51. Rang im 50-km-Massenstartrennen und auf den 44. Platz über 15 km klassisch.

## Siege bei Continental-Cup-Rennen
| Nr. | Datum           | Ort             | Disziplin       | Serie        |
| --- | --------------- | --------------- | --------------- | ------------ |
| 1.  | 3. Februar 2015 | Alpensia Resort | 10 km klassisch | Far East Cup |
| 2.  | 4. Februar 2015 | Alpensia Resort | 15 km Freistil  | Far East Cup |